# Luszawa
Luszawa – wieś w Polsce położona w województwie lubelskim, w powiecie lubartowskim, w gminie Ostrówek.
Wieś szlachecka położona była w drugiej połowie XVI wieku w powiecie lubelskim województwa lubelskiego. Do 1948 roku miejscowość była siedzibą gminy Luszawa. W latach 1975–1998 miejscowość administracyjnie należała do ówczesnego województwa lubelskiego.
Wieś stanowi sołectwo gminy Ostrówek. Według Narodowego Spisu Powszechnego z roku 2011 wieś liczyła 320 mieszkańców.
Wierni Kościoła rzymskokatolickiego należą do parafii św. Józefa Oblubieńca i św. Jana Chrzciciela w Leszkowicach lub do parafii Matki Bożej Częstochowskiej w Ostrówku.